# Cosmopterix pararufella
Cosmopterix pararufella là một loài bướm đêm thuộc họ Cosmopterigidae. Loài này có ở Tây Ban Nha, Hy Lạp, Corse, Kríti, Cộng hòa Síp và Bắc Phi, bao gồm Ai Cập.
Ấu trùng được ghi nhận ăn các loài Saccharum officinarum. Chúng ăn lá cây nơi chúng sống.